# Vedanga
Os Vedanga (IAST vedāṅga, "membro dos Vedas") são seis disciplinas auxiliares para a compreensão e tradição dos Vedas, textos sagrados do hinduísmo.
1. Shiksha (śikṣā): fonética e fonologia (sandhi)
2. Chandas (chandas): métrica
3. Vyakarana (vyākaraṇa): gramática
4. Nirukta (nirukta): etimologia
5. Jyotisha (jyotiṣa): astrologia e astronomia, lidando particularmente com os dias auspiciosos para a realização de sacrifícios.
6. Kalpa (kalpa): ritual

Os Vedangas são mencionados primeiro no Mundaka Upanishad como tópicos a serem observados por estudantes dos Vedas. Mais tarde, se desenvolveram em disciplinas independentes, cada uma com o seu próprio corpo de Sutras.

## Literatura
- Moritz Winternitz: Geschichte der Indischen Literatur, Leipzig, 1905 - 1922, Vol. I - III. English translation: History of Indian Literatur, Motilal Barnarsidass, Delhi, 1985, Vol I - III